# Saint-Junien-les-Combes
Saint-Junien-les-Combes är en kommun i departementet Haute-Vienne i regionen Nouvelle-Aquitaine i västra Frankrike. Kommunen ligger i kantonen Bellac som tillhör arrondissementet Bellac. År 2022 hade Saint-Junien-les-Combes 182 invånare.

## Befolkningsutveckling
Antalet invånare i kommunen Saint-Junien-les-Combes
| Referens: INSEE |